# Strakonice (stacja kolejowa)
Strakonice – stacja kolejowa w miejscowości Strakonice, w kraju południowoczeskim, w Czechach. Znajduje się na linii 190 Pilzno - Czeskie Budziejowice, na wysokości 400 m n.p.m..  

## Linie kolejowe
- 190: Pilzno – Czeskie Budziejowice
- 198: Strakonice – Volary
- 203: Březnice – Strakonice